# Filips van Almondestraat
De Filips van Almondestraat is een relatief korte straat in Amsterdam-West, Chassébuurt.

## Geschiedenis en ligging
De straat werd ingepland door de gemeente Sloten, die haar op 3 december 1912 vernoemde naar admiraal Filips van Almonde. In 1921 annexeerde de gemeente Amsterdam de gemeente Sloten en kwam de straat op haar grondgebied te liggen. Vlak daarna begon al het bebouwen van de straat, alhoewel de hoekpanden met de Witte de Withstraat al uit de Slotense periode stammen (1913-1914).
De straat ligt tussen de Witte de Withstraat en de Admiralengracht.
De omliggende buurt kreeg de naam Filips van Almondekwartier en wordt begrensd door de Witte de Withstraat, Jan Evertsenstraat, Admiralengracht en Van Kinsbergenstraat.
Kunst in de openbare ruimte is er niet te vinden. Er heeft nooit openbaar vervoer door de straat gereden, de hoofdverkeersroute is de Witte de Withstraat.

## Gebouwen
De huisnummers lopen op van 1 tot en met 31 en 2 tot en met 32. De straat werd grotendeels volgebouwd in de jaren twintig van de 20e eeuw. Het opvallendste gebouw is dat van de Telefooncentrale Amsterdam-West uit 1928, rond 2010 tot gemeentelijk monument verklaard. De bestemming is nog zichtbaar door een beeldhouwwerk in de gevel met de letters GT (Gemeente Telefoon). Deze centrale, die veel groter is dan haar voorgevel doet vermoeden wordt aan beide zijden belend door gebouwen ontworpen door Zeeger Gulden en Melle Geldmaker. Aan de overzijde vindt men ontwerpen van Cornelis Kruyswijk (middenstuk) en Arend Jan Westerman (westelijk deel, loopt verder op de Admiralengracht). Kruyswijk en Westerman zijn beiden bekend vanwege hun eigen interpretaties van de bouwstijl Amsterdamse School, die bij de genoemde bouwperiode hoort.

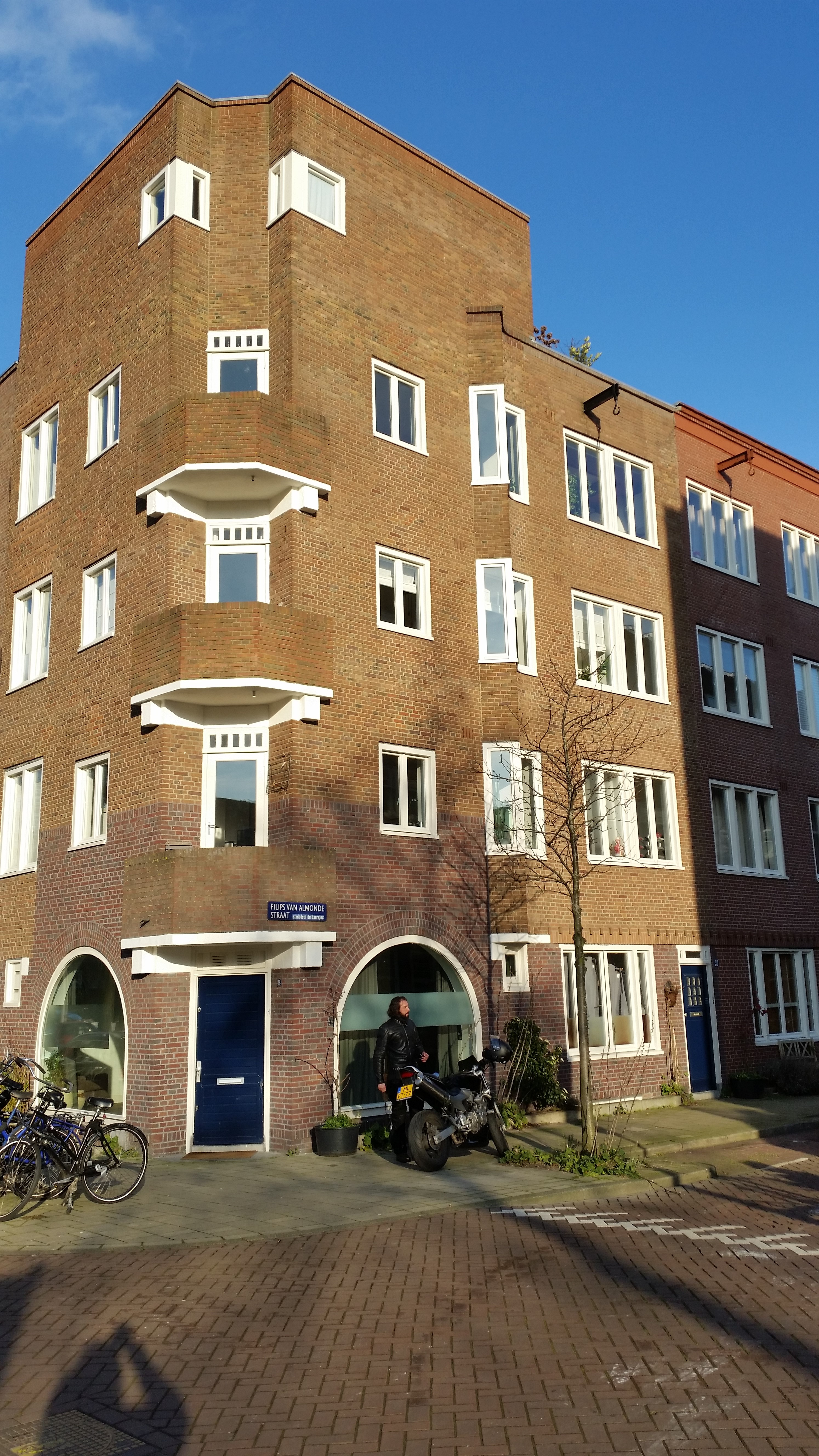
Filips van Almondestraat hoek Admiralengracht van Arend Jan Westerman (januari 2020)
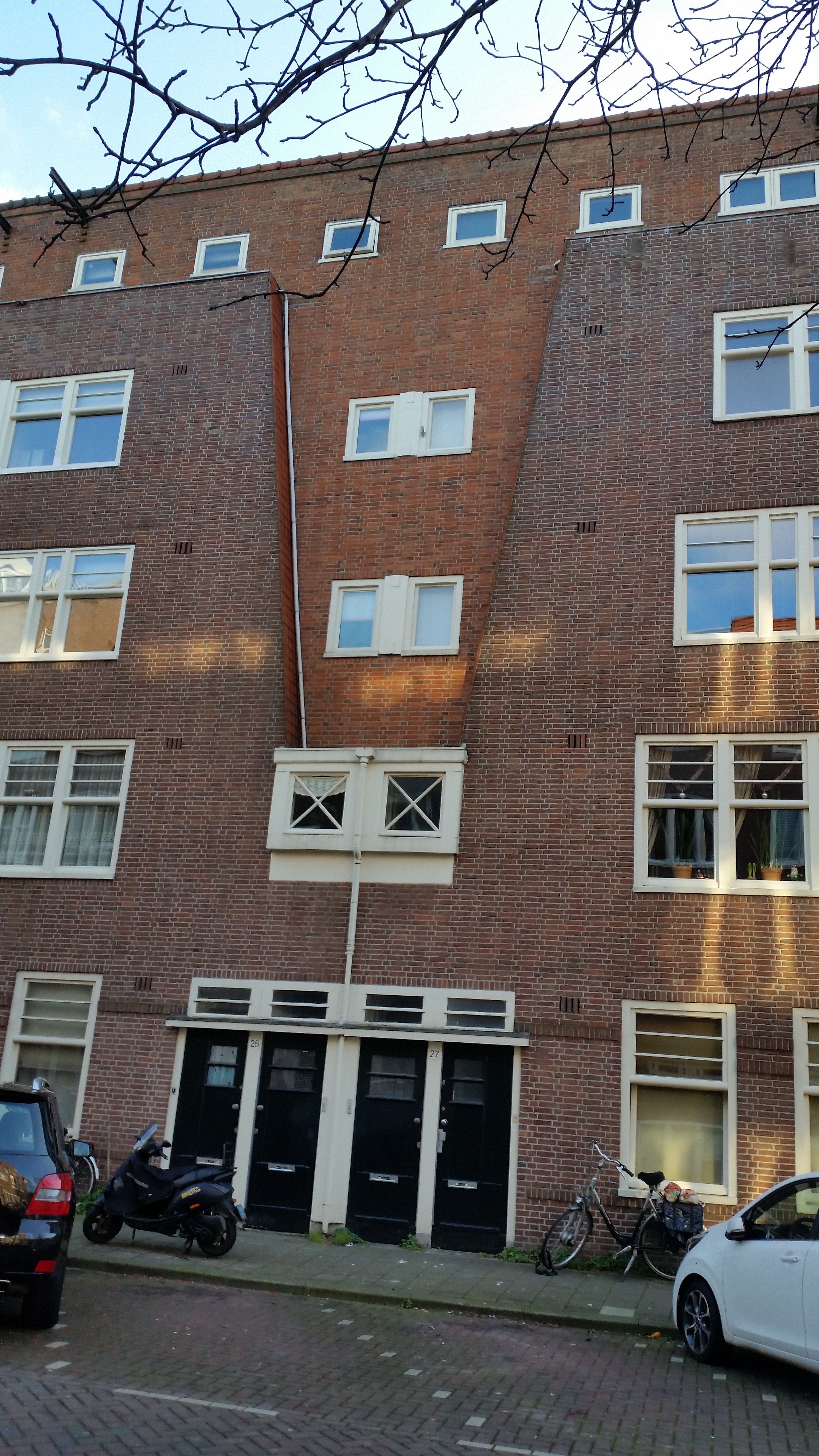
Gevelelement ter hoogte tussen 19 en 31 (januari 2020)
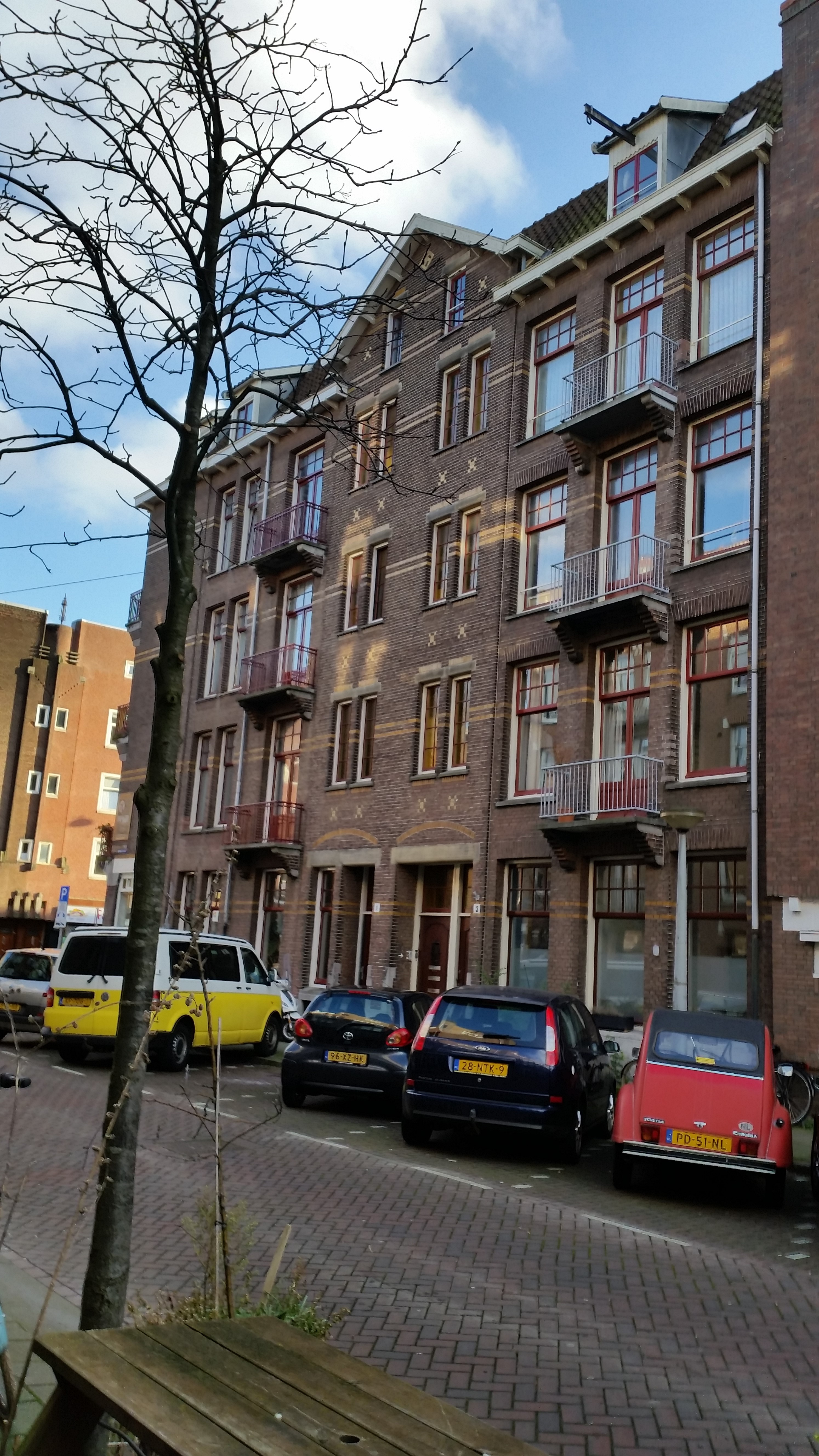
Slotense bebouwing (januari 2020)